# Darasac
Darasac (en francès Darazac) és un municipi francès situat al departament de la Corresa i a la regió de la Nova Aquitània.

## Demografia
| 1962                                       | 1968 | 1975 | 1982 | 1990 | 1999 | 2007 |
| ------------------------------------------ | ---- | ---- | ---- | ---- | ---- | ---- |
| 253                                        | 270  | 246  | 182  | 149  | 140  | 158  |
| Des de 1962: població sense dobles comptes |      |      |      |      |      |      |

## Administració
| Període   | Identitat        | Partit |
| --------- | ---------------- | ------ |
| 1995-2001 | Paul Brajou      |        |
| 2001-2008 | Pierre Guillaume |        |
| 2008-     | Joël Beynel      |        |